# Лааби, Абдельлатиф
Абдельлатиф Лааби (араб. عبد اللطيف اللعبي‎, фр. Abdellatif Laâbi, род. в 1942) — марокканский писатель, поэт, переводчик, левый общественно-политический деятель, основатель влиятельного культурно-политического журнала «Souffles».

## Биография
Изучал филологию в Университете Рабата (1960-64). В 1966 году стал одним из основателей журнала «Souffles» (с фр. — «Дыхание»), влиятельного левого культурно-политического издания. В 1972 году Лааби создал радикальное подпольное движение, однако в том же году арестован. До 1980 года отбывал тюремное заключение, причём в 1979 году заочно получил международный приз Ассоциации искусств в Роттердаме. После международной кампании в его поддержку в 1985 оду был вынужден эмигрировать во Францию. Преподаёт литературу в университете города Рен. На русском языке впервые опубликован в сборнике «Избранные произведения поэтов Африки» (1983).

## Произведения

#### Поэтические сборники
- «Царство варварства» («Le règne de barbarie», 1980),
- «Осень даёт обещание» («L’automne promet», 2003),
- «Плоды тела» («Les fruits du corps», 2003),
- «Мой дорогой двойник» («Mon cher double», 2007)

#### Романы
- «Око и тьма» («L’œil et la nuit», 1969),
- «Дорога Ордали» («Le chemin des Ordalies», 1982),
- «Морщины льва» («Les rides du lion», 1989)

#### Пьесы
- «Упражнения в терпимости: театр» («Exercices de tolérance: thé͒atre», 1993)